# وکیل هادساکر
جانشین هادساکر (انگلیسی: The Hudsucker Proxy) فیلمی در ژانر کمدی-درام به کارگردانی برادران کوئن و نویسندگی سام ریمی است که در سال ۱۹۹۴ به نمایش درآمد.

## چکیده داستان
نیویورک ۱۹۵۸ - در پی خودکشی بنیانگذار یک شرکت بزرگ، هیئت مدیره طرحی را برای در دست گرفتن و کنترل اوضاع مالی با خرید سهام ینیانگذار شرکت به قیمت پایین‌تر قبل از آنکه این سهام به فروش عمومی گذاشته شود، تنظیم می‌کند؛ بنابراین هیئت مدیران در راس شرکت فارغ‌التحصیل جوان و ساده لوحی را از دانشکده کسب و کار در مونسی ایندیانا، منصوب می‌کنند تا موقتاً ارزش سهام را کاهش دهند. یک زن روزنامه‌نگار فرستاده شده برای کسب اطلاعات بیشتر در مورد این غریبه، هویت خود را پنهان می‌کند تا اعتماد مدیر جدید را به دست آورد. متأسفانه برای طرح مدیران، با برنامه نوی مدیر عامل جدید، امید برتر، که توفیق شایانی را دربردارد، شرکت در نهایت به موفقیتی حتی بیشتر از قبل می‌رسد.

## بازیگران
- تیم رابینز
- جنیفر جیسن لی
- پل نیومن
- چارلز دارنینگ
- جانی ماهونی
- جان گودمن
- آنا نیکول اسمیت
- بیل کوبس
- بروس کمپبل
- گری آلن
- جو گریفاسی
- جان اف. سایتز
- پیتر گلگر
- سام ریمی
- استیو بوشمی